# Эйкокс, Никки
Ни́кки Линн Э́йкокс (англ. Nicki Lynn Aycox, 26 мая 1975, Хеннесси, Оклахома — 16 ноября 2022, Калифорния) — американская актриса.

## Биография
Родилась 26 мая 1975 года в городе Хеннесси, штат Оклахома; был младший брат Стив. У неё индейские корни. Рано начала выступать на сцене, играла на пианино и пела на конкурсах красоты.
Помимо прочего, Эйкокс сыграла Силь в телесериале «Тёмный ангел», болельщицу Минкси Хэйз в фильме ужасов «Джиперс Криперс 2» и Стеллу Весси в драмеди «Эд». Также она исполнила роль безответственной сестры Лили Раш, Кристины, в телесериале «Детектив Раш» и рядовой Бренды «Миссис Би» Митчелл в телесериале FX «Там». Она появилась в роли проблемной дочери капитана Джима Брасса, Элли, в телесериале «C.S.I.: Место преступления».
Наиболее заметную роль демона Мэг Мастерс Эйкокс сыграла в культовом телесериале The CW «Сверхъестественное». В телесериале «Мыслить как преступник» она исполнила роль социопатки Эмбер Канардо, а с 2009 года по 2010 год играла Джейми Аллен, одну из главных героев, в телесериале TNT «Под прикрытием».
Умерла 16 ноября 2022 года в Калифорнии в возрасте 47 лет после двух лет борьбы с лейкемией.

## Избранная фильмография

### Кино
| Год  | Название на русском                     | Название на английском           | Роль            | Примечания                         |
| ---- | --------------------------------------- | -------------------------------- | --------------- | ---------------------------------- |
| 1997 | Преодолевая гравитацию                  | Defying Gravity                  | Гретхен         |                                    |
| 1999 |                                         | The Dogwalker                    | Сьюзан          |                                    |
| 2000 | Преступление и наказание по-американски | Crime and Punishment in Suburbia | Сесиль          |                                    |
| 2001 |                                         | Rave Macbeth                     | Лидия           |                                    |
| 2002 | Шлёпни её, она француженка              | Slap Her… She’s French           | Таннер Дженнигс |                                    |
| 2003 | Джиперс Криперс 2                       | Jeepers Creepers 2               | Минкси Хэйз     |                                    |
| 2004 | Мёртвые птицы                           | Dead Birds                       | Аннабель        |                                    |
| 2007 | Идеальный незнакомец                    | Perfect Stranger                 | Грейс           | [ 17 ]                             |
| 2008 | Секретные материалы: Хочу верить        | The X-Files: I Want to Believe   | Шерил Каннингем | [ 18 ] [ 19 ] [ 20 ] [ 21 ] [ 22 ] |
| 2008 | Ничего себе поездочка 2: Смерть впереди | Joy Ride 2: Dead Ahead           | Мелисса         | Видео                              |
| 2008 | Тёмный мир                              | Animals                          | Нора            |                                    |
| 2009 | Крутой Том                              | Tom Cool                         | Бриджит         |                                    |
| 2010 | Кристина                                | Christina                        | Кристина Фогель |                                    |
| 2010 | Взлёт                                   | Lifted                           | Лиза Мэттьюс    |                                    |
| 2011 | Убить по расписанию                     | Ticking Clock                    | Полли           | Видео                              |
| 2013 | Девушка в поезде                        | The Girl on the Train            | Лекси           |                                    |
| 2013 | Работодатель                            | The Employer                     | Мэгги Джордан   | [ 23 ]                             |

### Телевидение
| Год           | Название на русском               | Название на английском         | Роль                               | Примечания                                                  |
| ------------- | --------------------------------- | ------------------------------ | ---------------------------------- | ----------------------------------------------------------- |
| 1996          | Чудеса науки                      | Weird Science                  | Тэмми                              | Эпизод: «Community Property»                                |
| 1997          | Жара в Лос-Анджелесе              | L.A. Heat                      | Бетти Джо                          | Эпизод: «Rage»                                              |
| 1997          | Третья планета от Солнца          | 3rd Rock from the Sun          | Элисон                             | Эпизод: «I Brake for Dick»                                  |
| 1997          | Старшая школа США                 | USA High                       | Кэтрин Хэнли                       | Эпизод: «Love Is Blind» и «Au Revoir Katherine»             |
| 1997          | Парень познаёт мир                | Boy Meets World                | Дженнифер                          | Эпизод: «Fraternity Row»                                    |
| 1998          |                                   | Significant Others             | Бриттани                           | Эпизод: «My Left Kidney» и «The Shoot»                      |
| 1999          | Провиденс                         | Providence                     | Лили Галлахер                      | Второстепенная роль (7 эпизодов)                            |
| 1999          | Жестокое правосудие               | Cruel Justice                  | Эми Меткалф                        | ТВ фильм                                                    |
| 1999          | Элли Макбил                       | Ally McBeal                    | Ким Паккетт                        | Эпизод: «Seeing Green»                                      |
| 1999          | Секретные материалы               | The X-Files                    | Честити Рэйнс                      | Эпизод: «Rush»                                              |
| 2000          | Противоположный пол               | Opposite Sex                   | Джоэли                             | Эпизод: «The Homosexual Episode»                            |
| 2001          | Тёмный ангел                      | Dark Angel                     | Силь                               | Эпизод: «… and Jesus Brought a Casserole»                   |
| 2001          | C.S.I.: Место преступления        | CSI: Crime Scene Investigation | Элли Брасс                         | Эпизод: «Ellie»                                             |
| 2002          | Семейный закон                    | Family Law                     | Пэтти Майкл                        | Эпизод: «Children of a Lesser Dad»                          |
| 2002          | Сумеречная зона                   | The Twilight Zone              | Рикки                              | Эпизод: «Sanctuary»                                         |
| 2002-04       | Эд                                | Ed                             | Стелла Вессей                      | Второстепенная роль (6 эпизодов)                            |
| 2003          | Энергия зла                       | Momentum                       | Тристен Гейгер                     | ТВ фильм                                                    |
| 2004          | Лас-Вегас                         | Las Vegas                      | Тэмми Кэмпбелл                     | Эпизод: «You Can’t Take It with You»                        |
| 2004-05       |                                   | LAX                            | Кристина                           | Эпизоды: «Secret Santa», «Cease & Assist» и «Mixed Signals» |
| 2004-05, 2010 | Детектив Раш                      | Cold Case                      | Кристина Раш                       | Второстепенная роль (12 эпизодов)                           |
| 2005          | Там                               | Over There                     | рядовая Бренда «Миссис Би» Митчелл | Главная роль (11 эпизодов)                                  |
| 2006          | Мыслить как преступник            | Criminal Minds                 | Эмбер Канардо                      | Эпизод: «The Perfect Storm»                                 |
| 2006, 2008    | Сверхъестественное                | Supernatural                   | Мэг Мастерс                        | Второстепенная роль (5 эпизодов)                            |
| 2007          | Джон из Цинциннати                | John from Cincinnati           | Джейн                              | Эпизод: «His Visit: Day Six»                                |
| 2008          | Закон и порядок                   | Law & Order                    | Кейт Вествуд                       | Эпизод: «Bogeyman»                                          |
| 2008          | C.S.I.: Место преступления Майами | CSI: Miami                     | Молли Рестон                       | Эпизод: «The DeLuca Motel»                                  |
| 2009-10       | Под прикрытием                    | Dark Blue                      | Джейми Аллен                       | Главная роль (20 эпизодов)                                  |
| 2011          | За школьной доской                | Beyond the Blackboard          | Кенди                              | ТВ фильм                                                    |
| 2012          | 'Чёрный ящик'-ТВ                  | BlackBoxTV                     | Стилетто                           | Эпизод: «AEZP: Execution Style»                             |
| 2013          | Профиль на убийство               | Profile for Murder             | Джеки                              | ТВ фильм                                                    |
| 2013          | Лонгмайер                         | Longmire                       | Хелен                              | Эпизод: «Unquiet Mind»                                      |
| 2013          | Болота                            | The Glades                     | Диана                              | Эпизод: «Happy Trails»                                      |
| 2014          | Мертвец на кампусе                | Dead on Campus                 | Даниэль Уильямс                    | ТВ фильм                                                    |